# Piedra Pintada (Uruguay)
La Piedra Pintada es una formación de arenisca de 19 m de altura y 76 m de circunferencia, única en la zona, considerada una curiosidad geológica. Se encuentra situada en el departamento de Artigas, en el norte de Uruguay.
Se encuentra a 17 km de la ciudad de Artigas y a unos 8 km de Ruta 30, en el Parque “Congreso de Abril”, rodeada de monte nativo y en medio de un paisaje agreste conocido como la "Guayubira", donde se cultiva el tabaco y se observan las "tabacaleras". Se accede a dicha zona por dos caminos vecinales provenientes de los kilómetros 139 y 144 de la Ruta 30. 
Llama la atención visualmente de los visitantes de la zona. La coloración verde rojiza que presenta la "Piedra Pintada", de ahí su nombre, se debe a la existencia de musgos de diferentes especies que se han adherido a la mole gigante de arenisca.

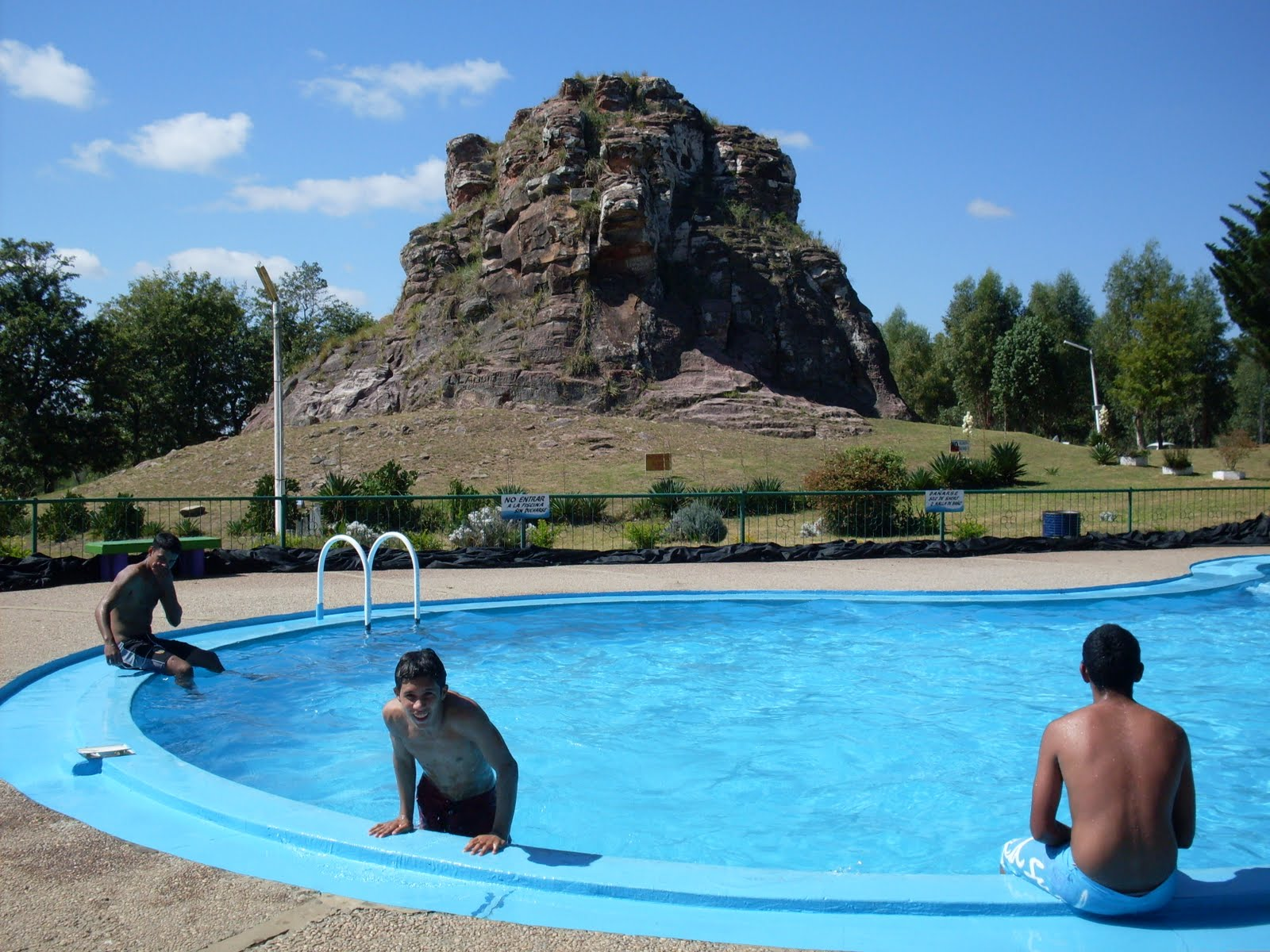
Piedra Pintada

El agua ha socavado la arenisca, pero en las partes elevadas hay rocas basálticas más resistentes a la erosión. Es una combinación "tipo" entre el basalto que forma la mayor parte del suelo del departamento y la arenisca de la llamada "Isla", la cual forma el subsuelo de los alrededores de la ciudad de Artigas.
Junto a ella está el Parque Congreso de Abril, inaugurado en 1982, un área de camping para disfrutar de la naturaleza que cuenta con gabinetes higiénicos provistos de agua corriente, energía eléctrica, piscinas y churrasqueras con servicio de cantina y venta de leña.
Allí se encuentra también una Reserva Ecológica de Fauna a la entrada del parque, con especies autóctonas que han ido desapareciendo en el Uruguay.
Una de las particularidades de esta piedra es que está cubierta de inscripciones que son realizadas por los visitantes. De todas las que se han realizado, hay una que data del año 1883 con el nombre de L. Villar, la cual fue totalmente confirmada en su antigüedad por expertos en la materia.
También varias leyendas rodean a la Piedra, como por ejemplo, una que refiere a que hace muchos años un aventurero escapando de sus perseguidores, enterró en las cercanías un valioso tesoro utilizando la piedra como referencia.